# Gijang Gymnasium
Gijang Gymnasium – hala sportowa znajdująca się w mieście Pusan (dokładnie w Gijang-gun) w Korei Południowej. Hala ma 3 707 miejsc siedzących – 3 203 miejsca stałe i 504 dostawne.
Została wybudowana na potrzeby Igrzysk Azjatyckich 2002, w trakcie których były tam rozgrywane mecze siatkówki.